# 庫斑河歐雅魚
高加索雅羅魚（學名：Squalius aphipsi）為輻鰭魚綱鯉形目雅羅魚科的其中一種，分布於俄羅斯聯邦庫斑河流域，為特有種，本魚體延長且側扁，各側有一排黑色邊緣，形成規則的網狀圖案，臀鰭和腹鰭橙色至紅色，體長可達16公分，棲息在岩石底質的高山溪流，主要以陸生昆蟲、底棲無脊椎動物和藻類為食，冬季向下游移動到更深的水池，夏季移動到最上游的溪流。